# Guitarra barroca
La guitarra barroca  és una guitarra de l'època barroca (c. 1500-1750), un avantpassat de la guitarra clàssica moderna. El terme també s'utilitza per a instruments moderns realitzats en aquest estil.
L'instrument era més petit que una guitarra moderna, d'una construcció més lleugera, i emprava cordes de budell. Els trasts eren també generalment d'intestí, i es lligaven al voltant del mànec. Un instrument típic tenia cinc ordres, cada un format per dues cordes separades, encara que el primer ordre (de so més alt) era sovint d'una sola corda, donant un total de nou o deu cordes.
La conversió de tots els ordres en cordes individuals i l'addició d'una corda Mi-greu es van produir durant l'època de la primera guitarra romàntica.

## Història

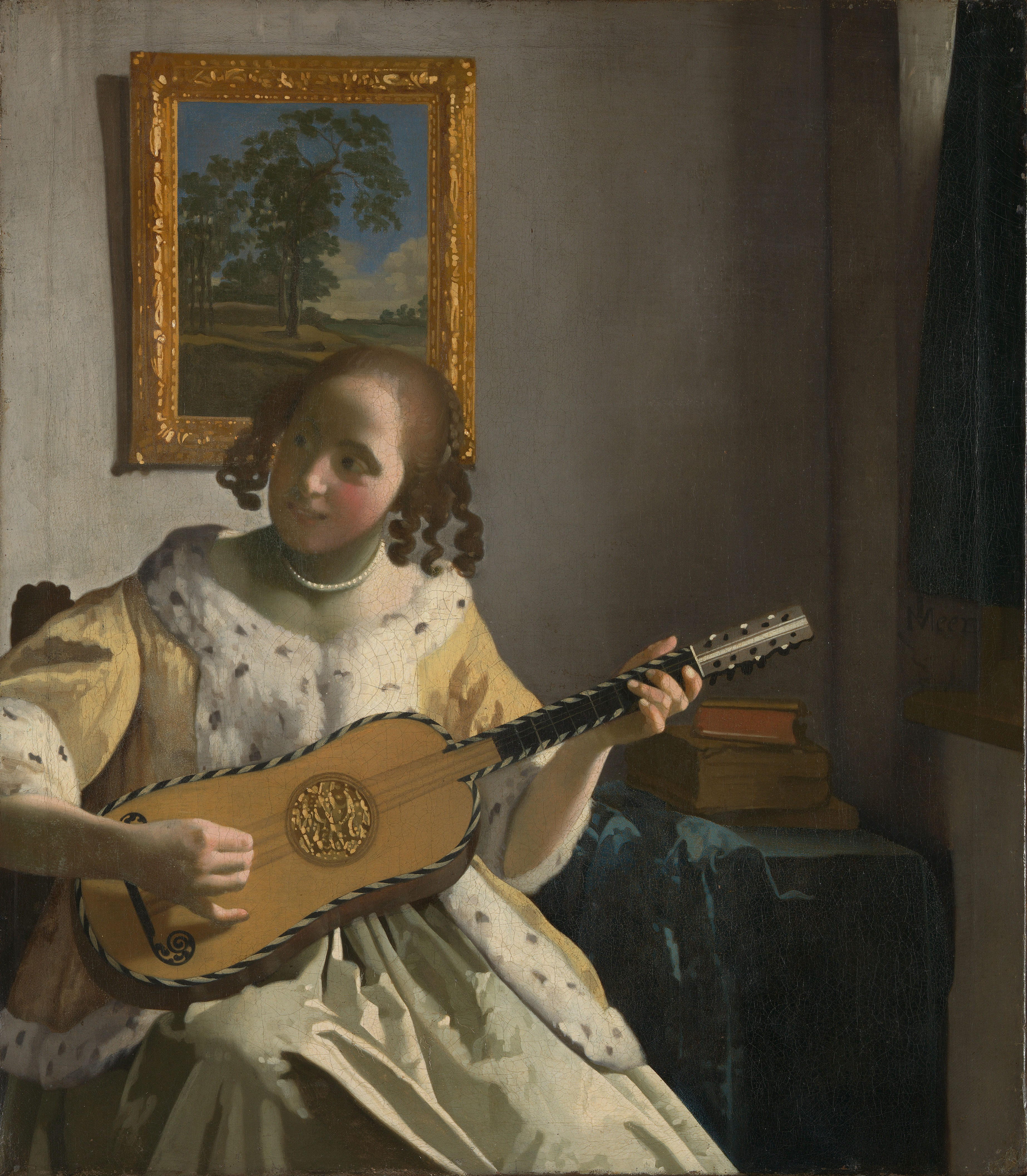
La guitarrista (c. 1672), de Johannes Vermeer

La guitarra barroca va substituir el llaüt renaixentista com l'instrument més comú que es podia trobar a les cases. Derivada directament de la viola de mà descrita per Lluis del Milà el 1538..El testimoni més antic de la paraula a guitarra definint aquest instrument de cinc cordes prové del llibre de mitjan segle XVI Declaración de Instrumentos Musicales de Juan Bermudo, publicat el 1555. Tanmateix, el primer tractat publicat per a la guitarra barroca va ser Guitarra Española de cinco órdenes (La guitarra espanyola de cinc ordres), c. 1590, de Juan Carlos Amat.
La guitarra barroca dels conjunts contemporanis va assumir el paper d'instrument de baix continu i s'esperava que els intèrprets improvisessin un acompanyament d'acords. Diversos estudiosos han suposat que la guitarra s'utilitzava juntament amb un altre instrument de baix continu que tocava la línia de baix. Tanmateix, hi ha bones raons per suposar que la guitarra s'utilitzava com a instrument independent per a l'acompanyament en moltes situacions. Íntimament lligat al desenvolupament de la guitarra barroca hi ha el sistema de notació alfabet.

## Afinació
Tres maneres diferents d'afinar la guitarra estan ben documentades en fonts del segle xvii com figura a la taula següent. Això inclou els noms dels compositors que estan associats amb cada mètode. Molt poques fonts indiquen clarament però, quin mètode i no pas un altre havia de ser utilitzat i podia ser fins i tot decisió de l'intèrpret escollir el mètode escaient.
| Compositor | Afinació               |
| --- | ---------------------- |
| [Ferdinando Valdambrini] (Itàlia, 1646/7) [Gaspar Sanz] (Espanya, 1674)                                                                                 | Afinació Sanz          |
| [Francesco Corbetta] (Itàlia/França/Anglaterra, 1671) [Antoine Carré] (França, 1671) [Robert de Visé] (França, 1682) (Holanda, 1690) [Nicolas Derosier] | Afinació de Visé       |
| [Girolamo Montesardo] (Itàlia, 1606) [Benedetto Sanseverino] (Itàlia, 1620) [Francisco Guerau] (Espanya, 1694)                                          | Afinació de Montesardo |

## Repertori
- Giovanni Paolo Foscarini (c.1600 - 1650).[10]
- Giovanni Ambrosio Colonna.[11][12]
- Angiolo Michele Bartolotti (c.1615-1680).[13]
- Giovanni Battista Granata (1620 - 1687).[14]
- Gaspar Sanz (c.1640-1710).[15]
- Robert de Visée (c. 1658-1725).[16]
- Francisco Guerau (1649 - 1722) Poema harmònic.[17]
- Francesco Corbetta (1615-1681).[18][19]
- Henri Grenerin (fl. segle de mid-17th).[20]
- Ludovico Roncalli (1654 - 1713).[21]
- Santiago de Múrcia (c. 1673-1739).[22]

## Fabricants de guitarres barroques

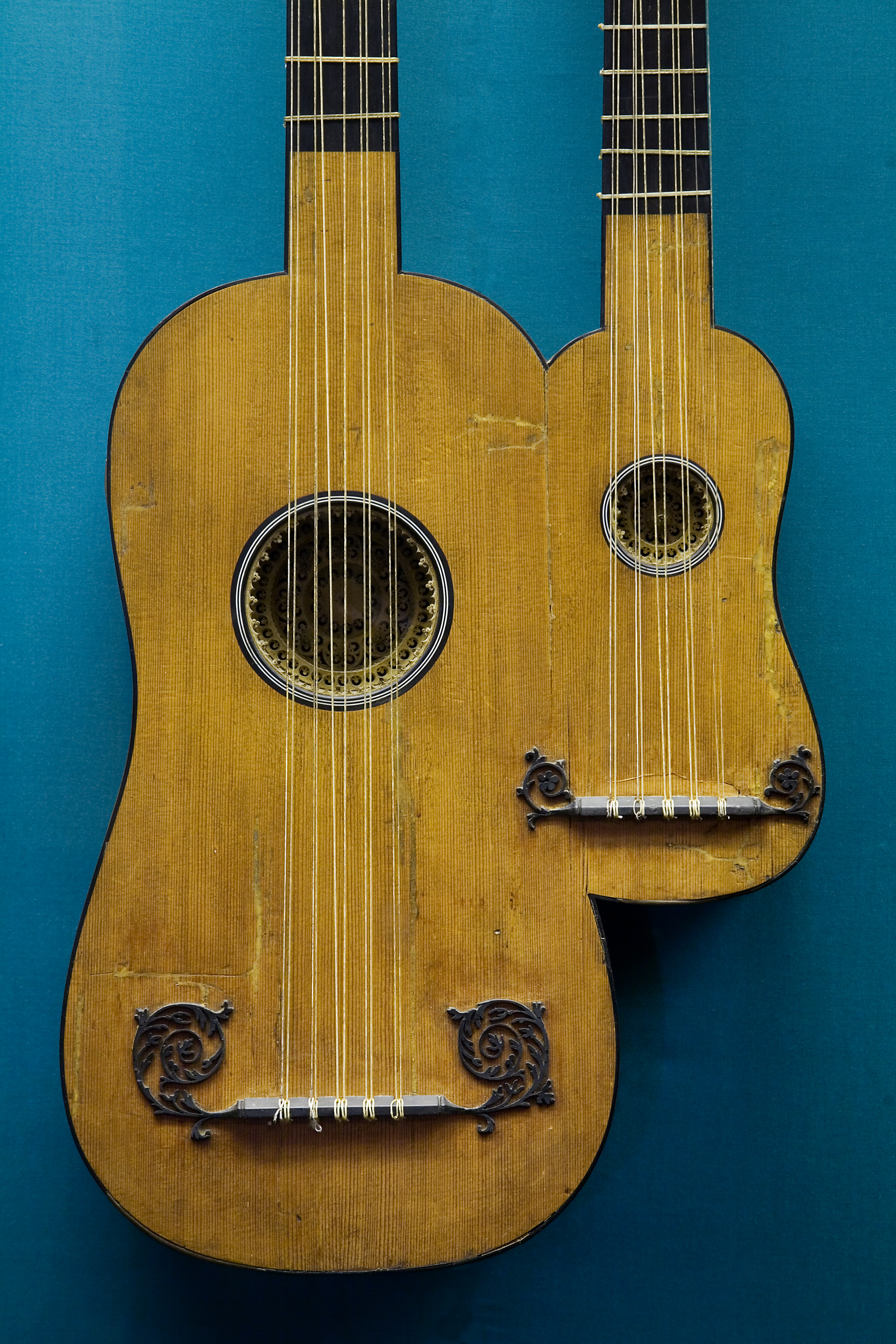
Doble guitarra (1690). Alexandre Voboam. Kunsthistorisches Museum)

### Històrics
La família Voboam, París, França.
- Nicolás Alejandro Voboam II
- René Voboam
- Domenico Sellas

### Moderns
- R. E. Bruné.[24]
- Stephen Barber & Sandi Harris.[25]
- Daniel Larson.[26]
- John J. van Gool.[27]

## Guitarristes barrocs

### Històrics

El guitarrista. Oli de David Rijckaert III.

El pintor David Ryckaert III (Anvers 1612-1661) representà un guitarrista de l'època.
- Gaspar Sanz

### Moderns
- Julian Bream.[28][29]
- Ferries Gordon
- William Carter
- Jacob Lindberg
- Eduardo Egüez
- Paul O'Dette
- Hopkinson Smith
- Stephen Stubbs
- Lex Eisenhardt
- Xavier Díaz-Latorre
- Marc Meloni

## Galeria

Imatges d'una guitarra del segle XVII
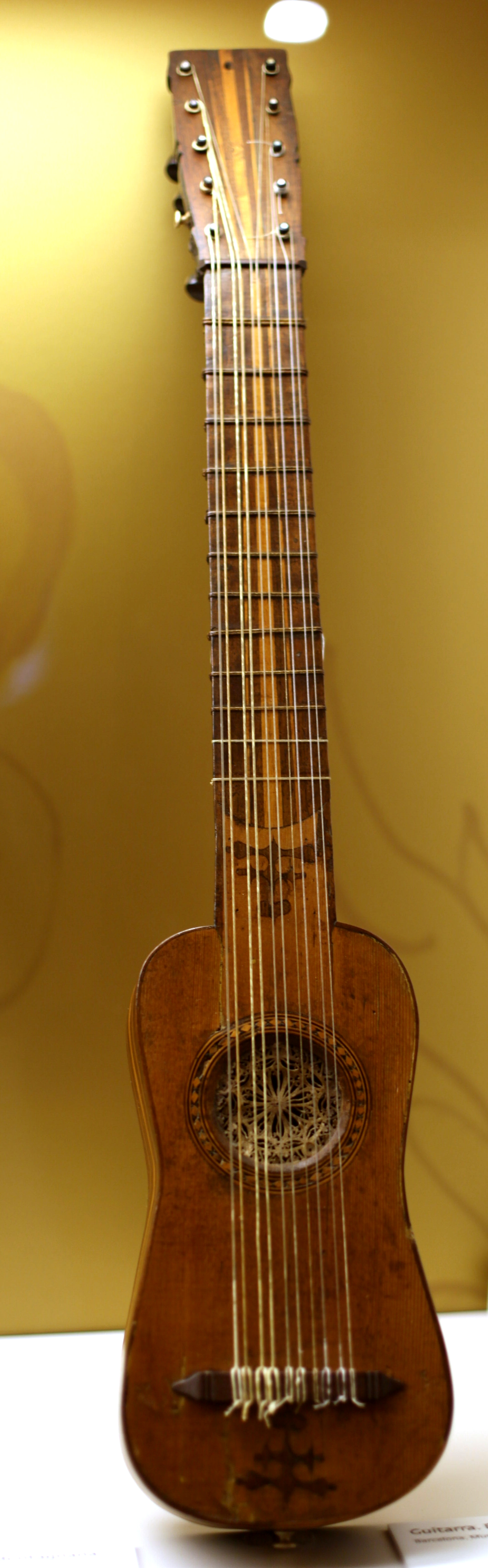
Guitarra del segle xvii, al Museu de la Música de Barcelona
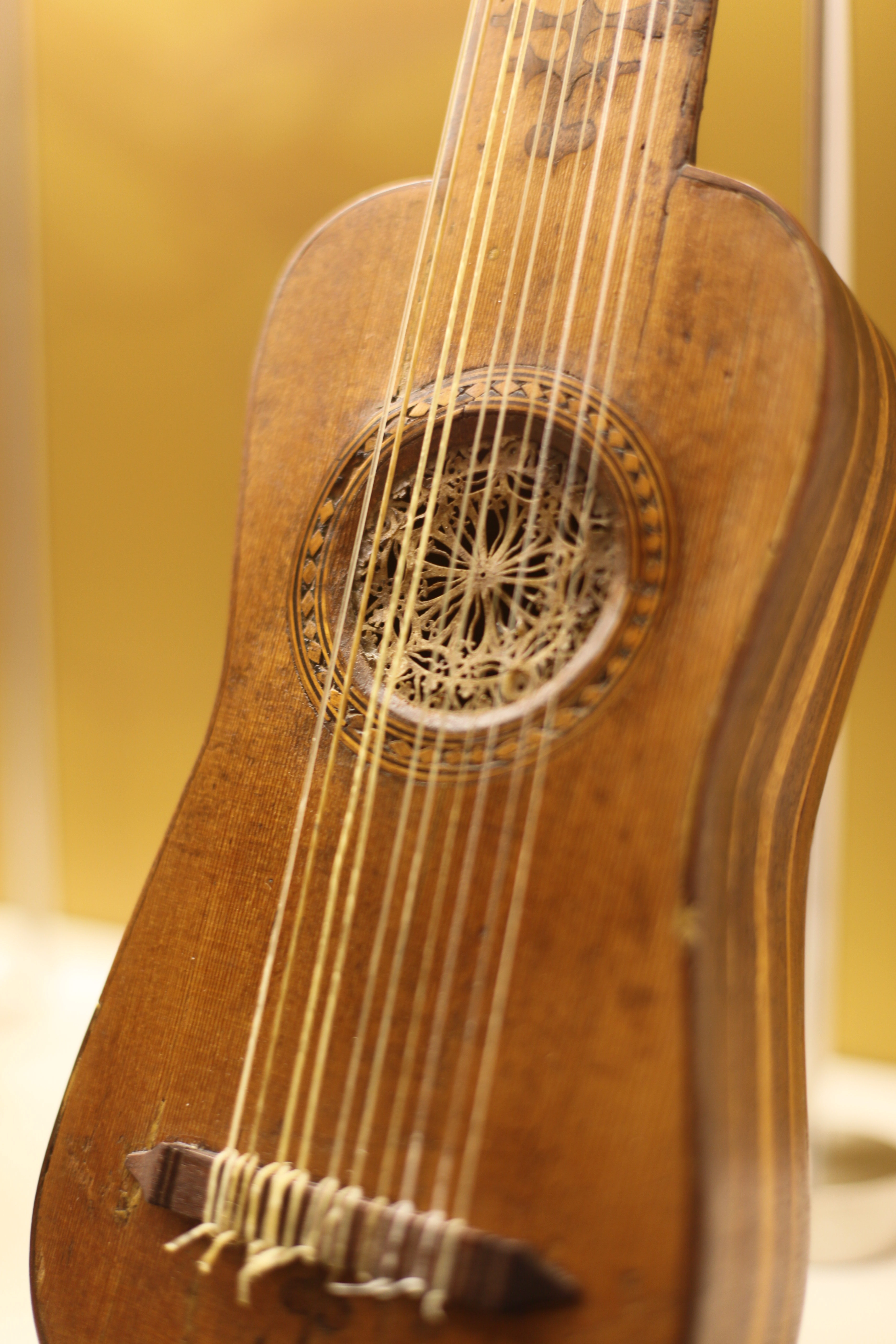
Cos de la guitarra, al Museu de la Música de Barcelona
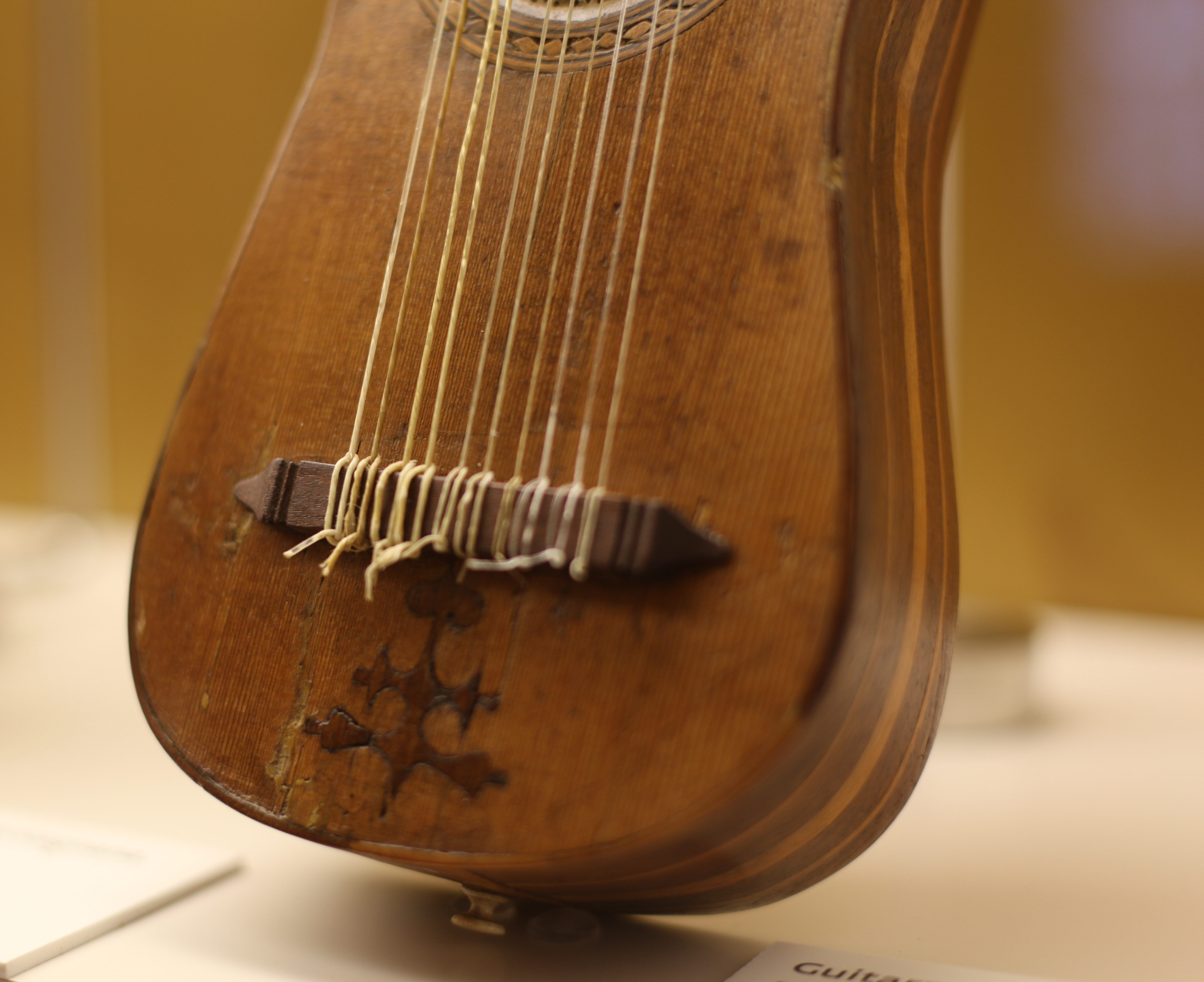
Detall de les cordes, Museu de la Música de Barcelona